# Nghĩa Thịnh, Nghĩa Hưng
Nghĩa Thịnh là xã cũ thuộc huyện Nghĩa Hưng, tỉnh Nam Định, Việt Nam.

## Địa giới hành chính
Xã Nghĩa Thịnh nằm ở phía bắc của huyện Nghĩa Hưng, bên sông Nam Định.
- Phía bắc giáp xã Yên Phúc huyện Ý Yên; xã Nghĩa Đồng, huyện Nghĩa Hưng
- Phía đông giáp xã Nghĩa Đồng, huyện Nghĩa Hưng;
- Phía nam giáp các xã Nghĩa Thái và Nghĩa Châu, huyện Nghĩa Hưng;
- Phía tây giáp xã Nghĩa Minh, huyện Nghĩa Hưng và xã Yên Phúc, huyện Ý Yên (ranh giới tự nhiên là sông Đào).

## Hành chính
Năm 1974, thôn Bình A của xã Nghĩa Minh được sáp nhập vào xã Nghĩa Thịnh.